# Gibraltar Democratic Movement
|  | Dieser Artikel wurde auf den Seiten der Qualitätssicherung des Projektes Politiker eingetragen. Hilf mit, ihn zu verbessern, und beteilige dich an der Diskussion! |

Das Gibraltar Democratic Movement (GDM) war eine politische Partei in Gibraltar. Sie wurde 1975 von Joe Bossano gegründet, nachdem er zuvor die Integration with Britain Party verlassen hatte.
Bei den Parlamentswahlen 1976 gewann die Partei vier Sitze. 1978 ging die Partei in der neugegründeten Gibraltar Socialist Labour Party auf.